# Plamboz

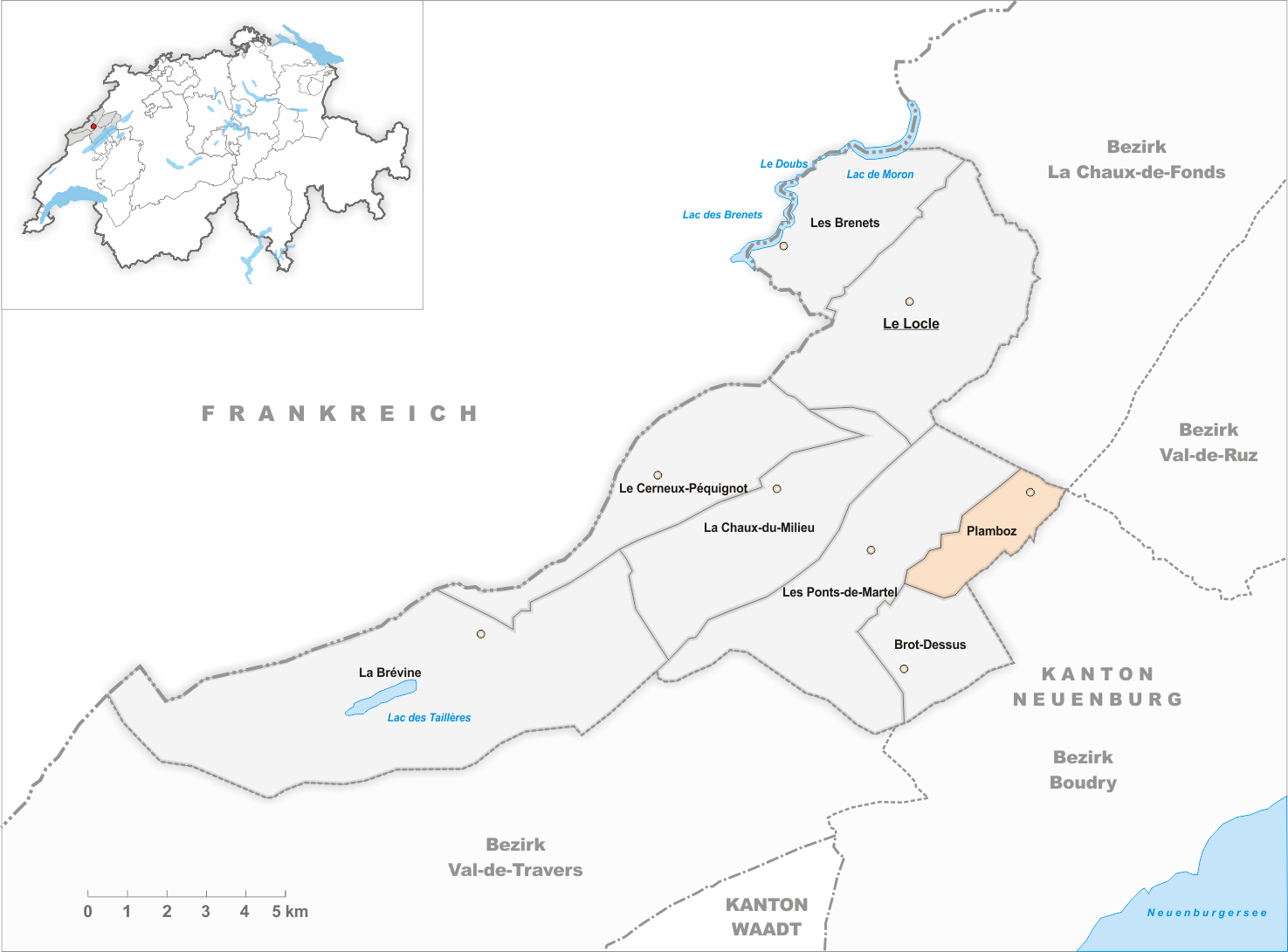
Gemeindestand vor der Fusion am 1. Januar 1875

Plamboz war eine selbstständige politische Gemeinde im Kanton Neuenburg, Schweiz. 1875 fusionierte Plamboz zusammen mit Brot-Dessus zur neuen Gemeinde Brot-Plamboz.